# زیریکلی (شهرستان شارانسکی، باشقیرستان)
زیریکلی (انگلیسی: Zirikly, Sharansky District, Republic of Bashkortostan) یک شهرک در شهرستان شارانسکی استان باشقیرستان کشور روسیه است.